# Rover 800er-Serie
Die Rover 800-Serie (800er) war eine von der MG Rover Group angebotene und in der oberen Mittelklasse angesiedelte Pkw-Baureihe, die von Sommer 1986 bis Anfang 1999 hergestellt wurde. Es gab sie als Stufenheck, Schrägheck und ab 1992 zusätzlich als Coupé. Als Nachfolgemodell kam der Rover 75 auf den Markt.

## Entwicklung

### Partnerschaft mit Honda

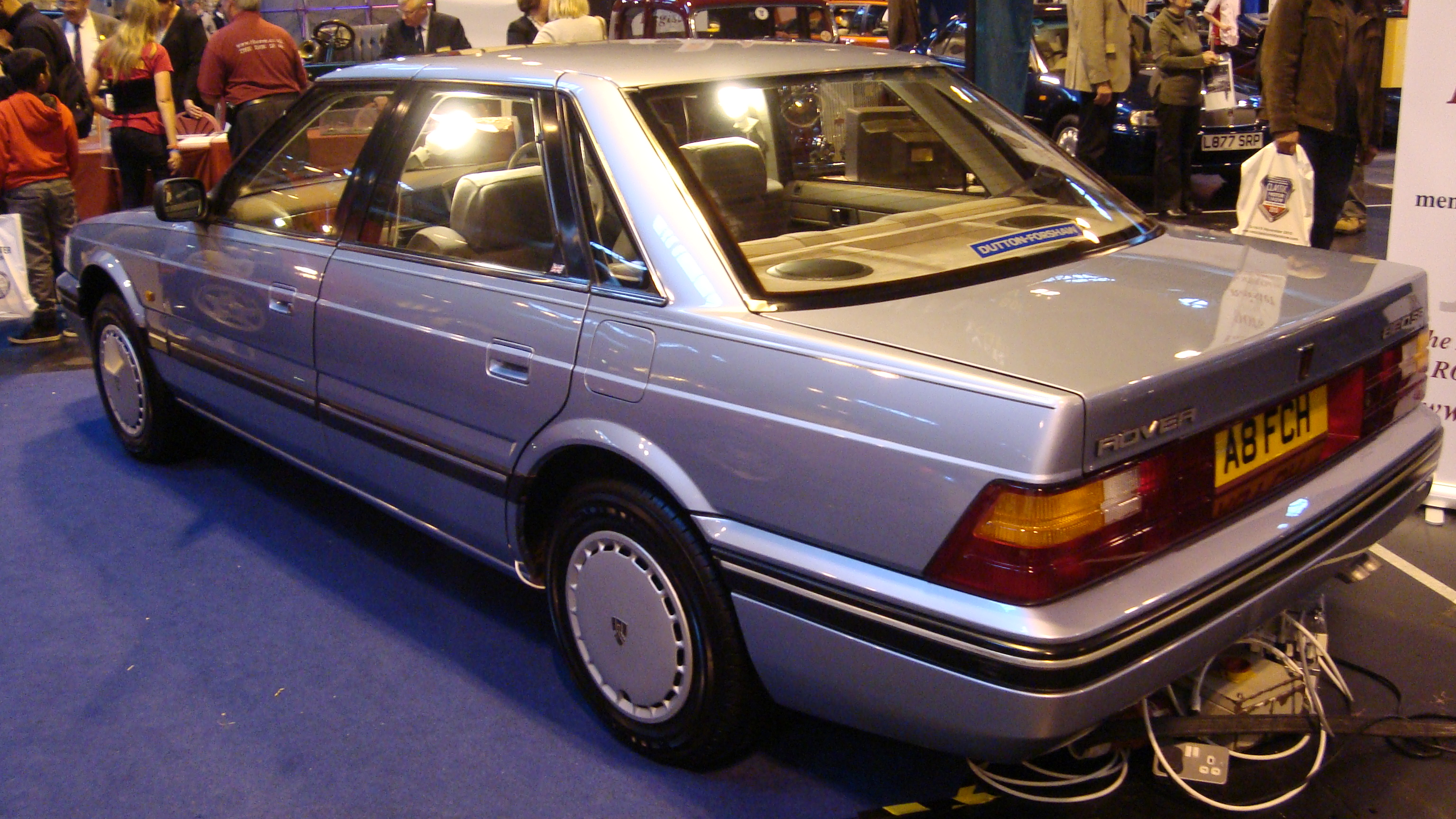
Rover 820 SE (1987)

Der Rover 800 war als Nachfolger für den in die Jahre gekommenen Rover SD1 gedacht. Der Wagen wurde in den frühen 1980er Jahren in technischer Zusammenarbeit mit Honda unter dem internen Code „XX“ entwickelt. Die entsprechende Honda-Version hieß Honda Legend und wurde intern als „HX“ bezeichnet. Gemeinsam war beiden Autos die Bodengruppe und Karosseriekernstruktur, das Fahrwerk, Achsen, Getriebe und die V6-Motoren. Die Getriebe für die Vierzylinder im Rover 820 waren ebenfalls eine Honda-Entwicklung und wurden zusammen mit den Getrieben für den 825/827 und Legend in England gebaut. Die Zweiliter-Motoren des Rover waren Eigenproduktionen von Austin-Rover und Weiterentwicklungen früherer Baureihen. Der Rover 800 wie auch die erste Baureihe des Honda Legend für den Europäischen Markt wurde in der früheren Morris-Fabrik in Cowley bei Oxford hergestellt. Für den pazifisch-asiatischen Markt fertigte Honda die Rover-Modelle in Japan.
Der Wagen verfügte in technischer Hinsicht über eine viel komplexere Bauweise als sein Vorgänger. Die Basisversion des 800ers hatte einen 2,0 Liter 16-Ventiler mit 74 kW (100 PS), der aus der robusten O-Serie von British Leyland entwickelt und M-Serie genannt wurde. Die Autos wurden in England als Rover 820er-Modelle mit Ein-Punkt-Einspritzung (im 820e) und 88 kW (120 PS) und Vierpunkt-Einspritzung MPi (im 820i) und 98 kW (133 PS) verkauft. In Deutschland wurden diese ausschließlich als MPi-Einspritzer mit geregeltem Katalysator verkauft.
Das Spitzenmodell Rover 825 hatte einen von Honda, in Japan gebauten V6-Motor mit 2,5 Liter Hubraum und 24 Ventilen. Dieser wurde 1988 auf 2,7 Liter Hubraum erhöht, um einen bestehenden Mangel an Drehmoment bei geringen Drehzahlen auszugleichen. Die Ursprungs-Versionen wurden in Deutschland als 2,5 Liter mit Katalysator und 110 kW (150 PS) verkauft, während die 2,7-Liter-Maschine 117 kW (169 PS) erreichte. Die Modelle ohne Katalysator entwickelten 122 kW (166 PS) mit Automatik und 127 kW (173 PS) mit manuellem Schaltgetriebe.
Ein Dieselmotor mit 2498 cm³ Hubraum und 87 kW (118 PS) wurde 1990 von VM Motori zugeliefert. Dieser Motor war auch in anderen Fahrzeugen, wie zum Beispiel dem Jeep Cherokee und in einigen Range-Rover-Modellen zu finden. In Deutschland wurde dieser ab 1992 für kurze Zeit angeboten.
Den Sterling auf dem amerikanischen Markt gab es nur mit dem V6-Motor; in Europa waren Modelle mit „Sterling“-Bezeichnung die jeweilig bestausgestattete Version. Bei der zweiten Serie des 800er kam ab 1992 noch der seit 1990 am Markt befindliche Rover T-Serien-Motor zum Einsatz, der als Turbo 145 kW (197 PS) leistete. Dieses Modell war in Deutschland nicht erhältlich. In England wurde es als „Vitesse“ und im europäischen Ausland als 820 ti verkauft. Der Motor spielte für Rover auch unter Marketing-Gesichtspunkten eine Rolle: er trug dazu bei, den Wagen mit entsprechender Leistung auf Märkten wie beispielsweise in Italien, den Niederlanden und Frankreich zu vertreiben, wo Autos über 2,0 Liter Hubraum mit einer Luxussteuer belegt werden, unter die auch die Versionen mit 2,5 und 2,7 Liter Hubraum fielen.
Die Fahrzeuge der bis Herbst 1991 hergestellten ersten Serie wurden unter einer speziell für die USA gegründeten Marke angeboten: Sterling Motor Cars, die den Wiedereinstieg der Marke in den USA bildete. Die Autos wurden getrennt von Range-Rover-Modellen über die A.R.C.O.N.A. (Austin-Rover-Corporation of North America), einer für die Wiedereinführung von Rover-Automobilen in Nordamerika gegründeten Vertriebsgesellschaft in Miami, verkauft. Diese Vertriebsform wurde auf Grund des nur mäßigen Erfolgs nur bis 1990 praktiziert.
Die Modelle „Vitesse“ waren in Deutschland nur in der ersten Serie erhältlich und verfügten ausschließlich über den 2,7l-V6 Motor in Verbindung mit der fünftürigen Fließheck-Variante. In England waren diese Versionen für die Serien XX und R17 erhältlich, später in Verbindung mit dem Rover-Turbomotor. Mit der Einführung des neuen Modells im Herbst 1991 wurde diese Bezeichnung genauso wie der Name „Sterling“ auf dem deutschen Markt nicht mehr beibehalten.
Das Fahrverhalten des Rover 800 war durch die Vorderradaufhängung mit doppelten Querlenkern geprägt, sodass dieser im Vergleich zu anderen Wagen der oberen Mittelklasse über einen verhältnismäßig geringen Federweg mit dadurch eingeschränktem Fahrkomfort verfügte. Man nahm damit zwangsläufig in Kauf, die Erwartungen von Kunden wie auch der Fachpresse zu enttäuschen, da das Fahrzeug mit sportlichen Modellen wie der BMW 5er-Reihe, dem Alfa 164 und dem Saab 9000 konkurrieren sollte.
Die Fertigungs- und Einzelbauteilqualität in der Anfangszeit des Rover 800 war unzureichend und von zweifelhaftem Ruf. Es gab beispielsweise Probleme mit Zierleisten, der Elektrik/Elektronik und der Lackierung. Auch Korrosionsprobleme an den frühen Modellen beeinflussten anfangs das Image. Dass der Sterling in der J.D.Power-Zufriedenheitsstudie das Schlusslicht war, während sein Schwestermodell, der für die USA in Japan gebaute Acura Legend, im ersten Verkaufsjahr einen der oberen Plätze einnahm, erschwerte weitere Verkäufe an ein luxuriöses Kundensegment.
Dies alles machte, neben dem ständig steigenden Pfund, die Autos für Amerikaner unattraktiver und brachte Rover schließlich nur noch Verluste ein. Da man sich auf Dauer nicht in der Lage sah, beim Rabattgeschäft der amerikanischen Marken und der Yen-basierten Preisgestaltung der japanischen Hersteller (Infiniti, Lexus & Acura) mitzuhalten, endete Rovers zweiter Versuch, in den USA Fuß zu fassen damit, dass man sich im Sommer 1990 vom US-Markt zurückzog.
Im Frühjahr 1988 wurde die 2,5l-Maschine auf 2,7 Liter aufgebohrt, die unzuverlässigen Armaturen vom Austin Maestro im 2,0 durch Honda-Bauteile aus dem V6 ersetzt und die Fertigungsqualität insgesamt verbessert. Modellpflege und Qualitätsverbesserungs-Maßnahmen kamen jedoch zu spät, um ihn vor der Einstellung angesichts der schlechten Verkaufszahlen in Amerika zu bewahren.

## Modellpflege

### 1991
Im Oktober 1991 wurde der 800er (unter dem Codenamen „R17“) grundlegend überarbeitet. Er erhielt einen traditionellen Rover-Kühlergrill, der an Modelle der 1950er- und 1960er-Jahre erinnerte, und eine rundere Karosserieform. Die Überarbeitung betraf die Motorhaube, Stoßstangen, Heckleuchten sowie die hinteren Seitenteile, was eine Erhöhung des Hecks ermöglichte und zu einer Vergrößerung des Kofferraumvolumens führte. Das dritte Seitenfenster wurde ebenfalls vergrößert und in die Höhe gezogen. Vorne und hinten erhielt der Wagen neue Stoßstangen und die Radkappen ein neues Design. Die Kotflügel wurden ebenfalls modifiziert.
Im Innenraum wurde das Armaturenbrett modernisiert, der Bordcomputer des Vorgängers wich neuen, sehr dunkel gehaltenen Holzeinfassungen in der Mittelkonsole, und die gesamten Holzverkleidungen wurden überarbeitet.
Ab Frühjahr 1994 gab es auch einen Beifahrer-Airbag, und das Design der Sitze wurde neu gestaltet. Zeitweise stand auch eine sportliche Innenausstattung mit Recaro-Sitzen zur Verfügung.
Die Überarbeitung erwies sich als Design-Herausforderung, da die bisherige Karosseriestruktur samt Fahrgastzelle und Türbauteilen weiterhin Verwendung finden mussten. Die Erneuerung des Stylings führte aber auch dazu, dass die Verkaufszahlen deutlich anstiegen, denn Mitte der 1990er-Jahre war der Rover 800 das meistverkaufte Fahrzeug der oberen Mittelklasse in Großbritannien.
Die vom Vorgängermodell stammenden Bezeichnungen „Vitesse“ und „Sterling“ fanden in Deutschland keine Verwendung mehr. Die neuen Modelle hießen 820 i, 820 Si, 827 i, 827 Si und zeitweise 827 SLi. Es folgte noch eine Dieselversion, der 825 SD bzw. SDi.
Die Turbo-Modelle waren in Deutschland nicht erhältlich. In England wurden diese mit der Bezeichnung 820 Vitesse verkauft, in allen anderen europäischen Ländern als 820 Ti. Die Lackqualität war zu dieser Zeit ebenfalls wesentlich verbessert worden, so dass Korrosionsprobleme weitgehend behoben worden waren.

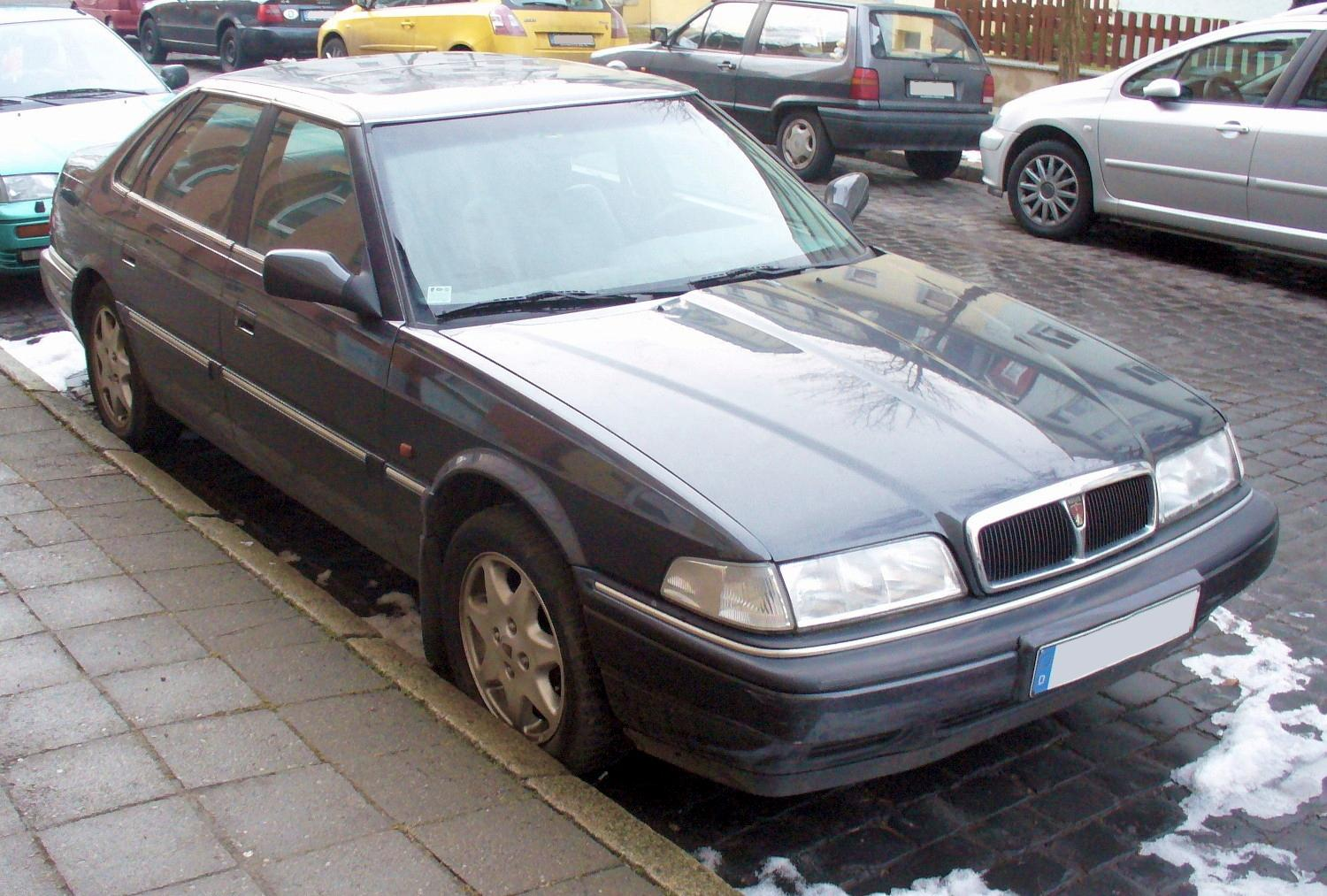
Rover 820 Si Stufenheck (1991–1996)
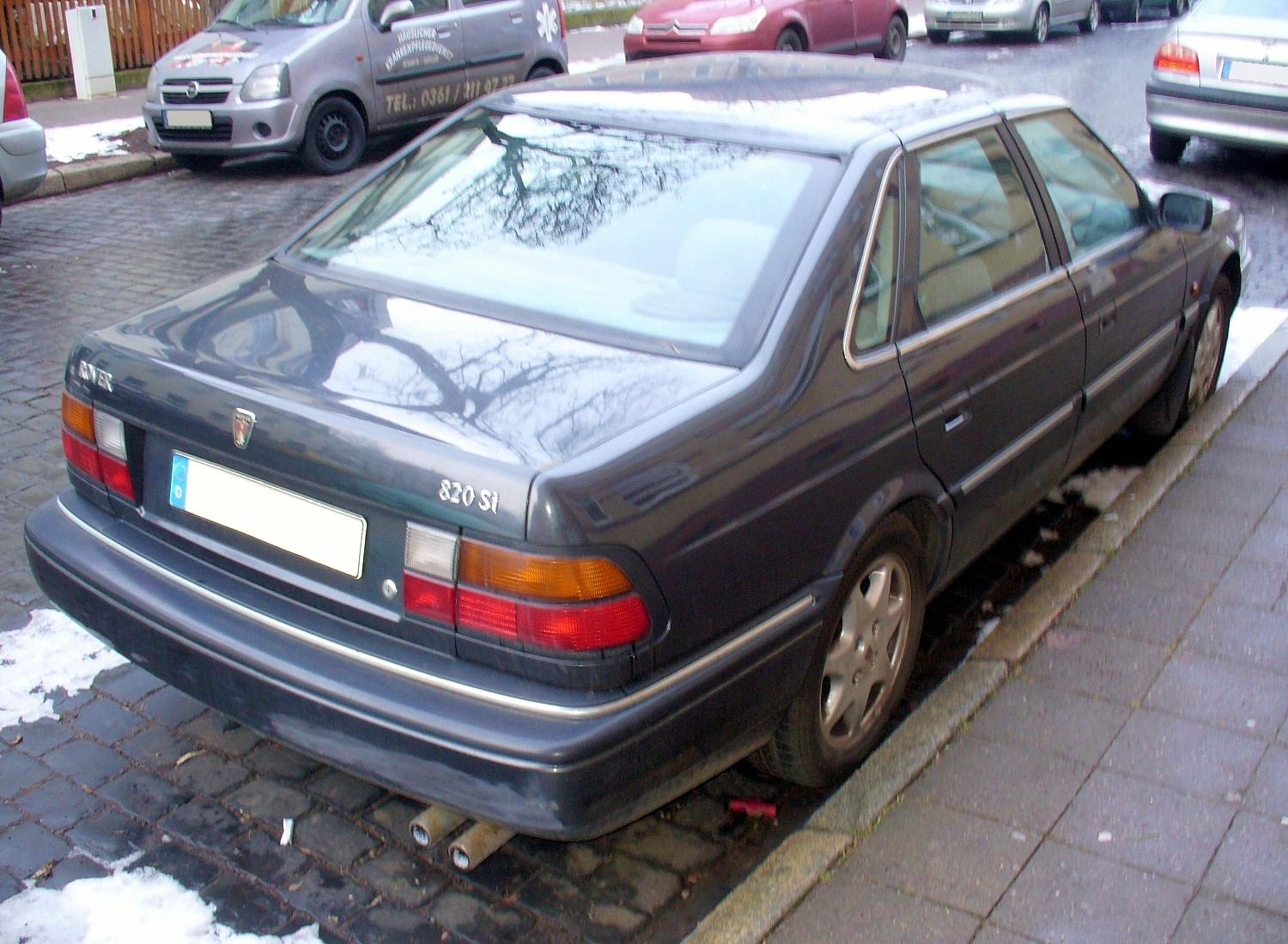
Heckansicht
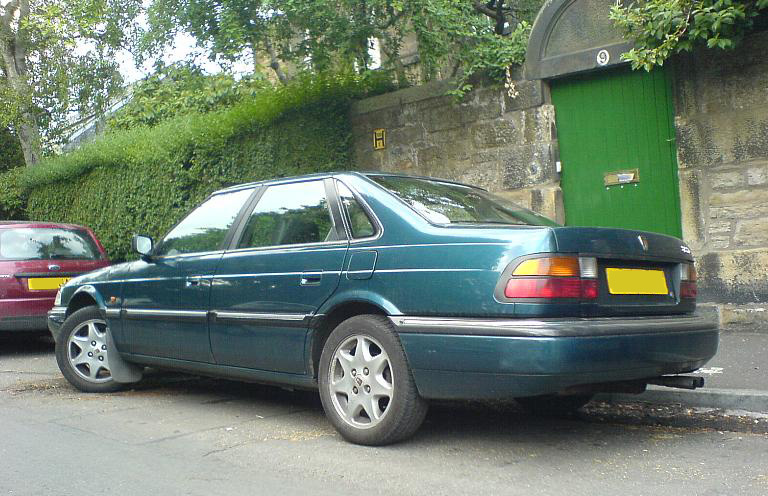
Rover 825 SD

#### Coupé
Im August 1992 erschien die zweitürige Coupé-Version des Rover 800.
Ursprünglich wurde es bereits mit dem Vorgängermodell für den amerikanischen Markt entwickelt, debütierte aber erst im Stil der zweiten Serie. Es wurde als Nischenmodell in Kleinserie gefertigt und im europäischen Ausland als Spitzenmodell von Rover verkauft, wobei 80 Prozent des Coupés von Hand montiert wurden.
Während auf dem deutschen Markt das 800er Coupé nur mit dem 2,7 Liter-V6 des Honda Legend als 827 erhältlich war, konnte man in England und dem europäischen Ausland auch 2,0-Liter-Versionen mit Turbo und 145 kW (197 PS) und ohne Turbo mit 100 kW (136 PS) erwerben.

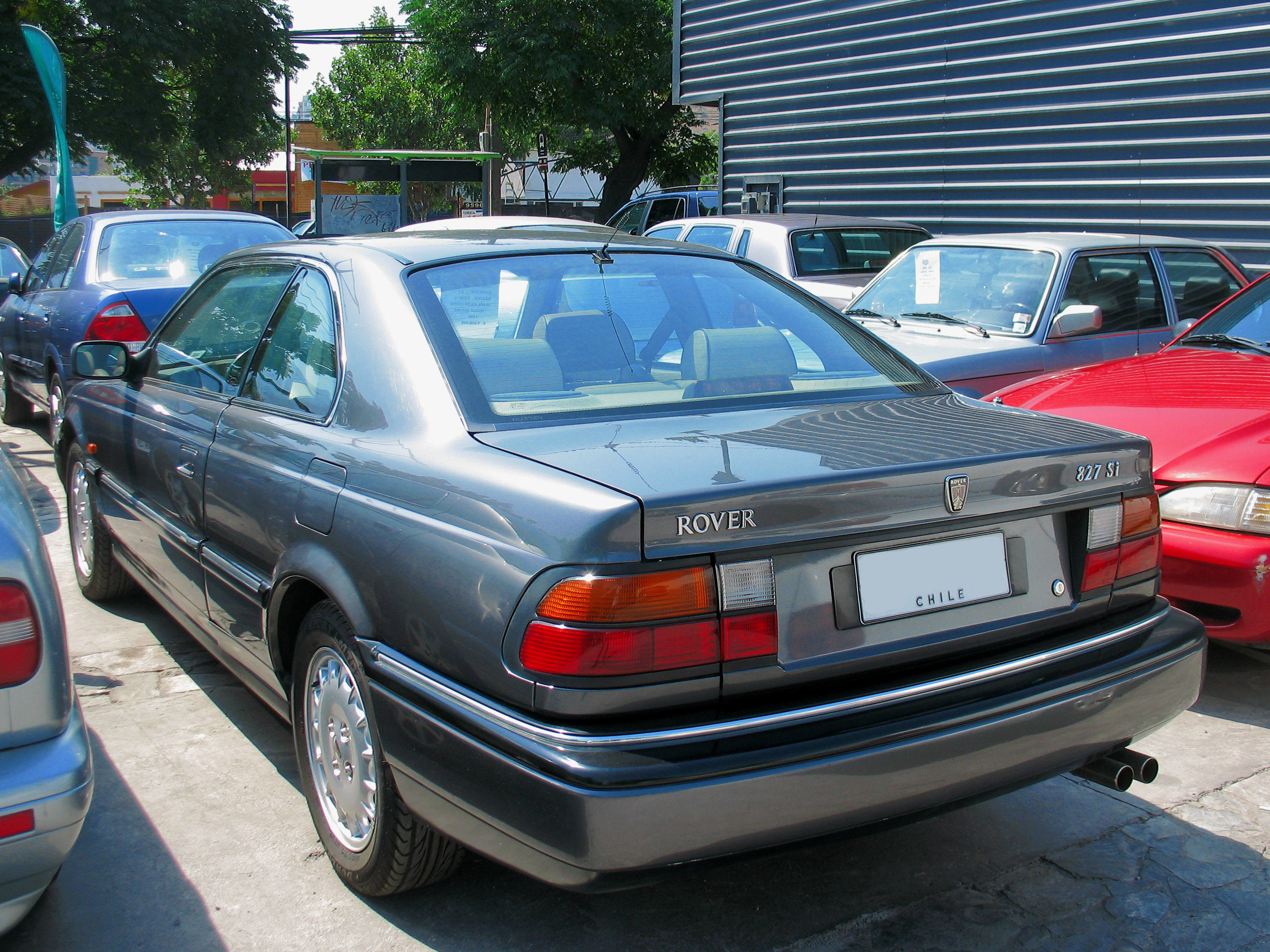
Rover 827 Si Coupé (1992–1996)
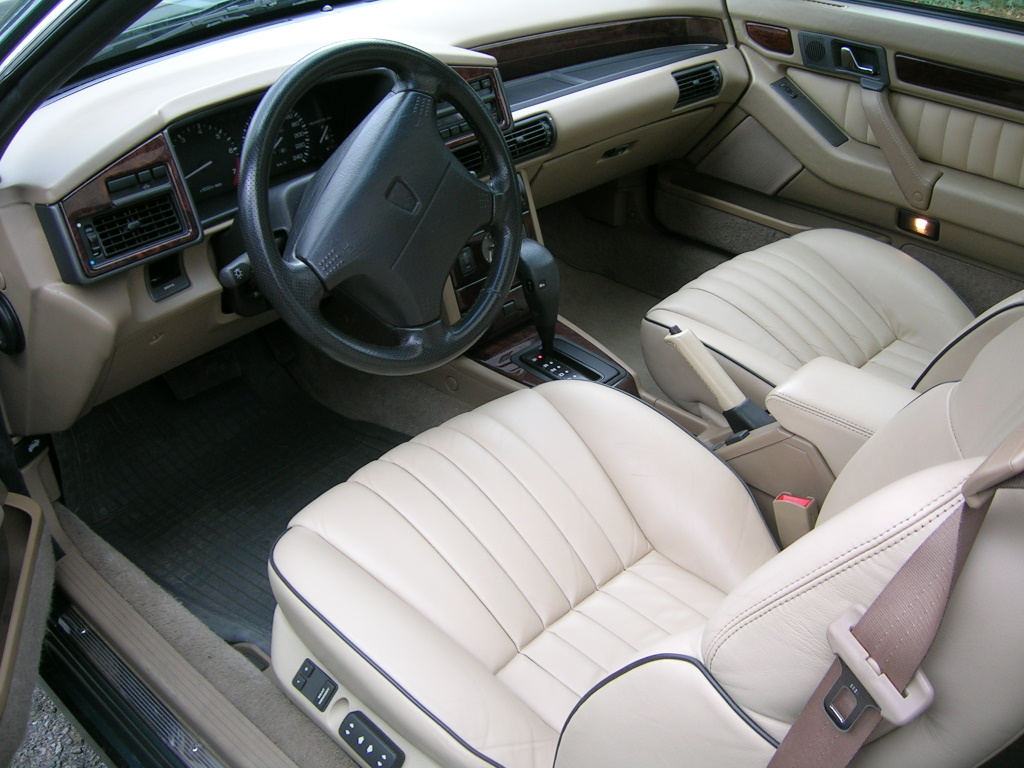
Interieur

### 1996
Das im April 1996 durchgeführte zweite Facelift umfasste nur geringe Veränderungen am Äußeren der Fahrzeuge; das auffälligste Merkmal waren einige vormals schwarze Zierleisten an allen Modellen (außer dem Coupé), die nun in Wagenfarbe lackiert waren, und die Überarbeitung der Radaufhängungen. Die Serienausstattung wurde außer im Basismodell „i“ um eine Klimaautomatik, eine Wegfahrsperre, einen Beifahrerairbag und einen Sechsfach-CD-Wechsler ergänzt. Holzverkleidungen fanden großzügigere Verwendung, und der „ROVER“-Schriftzug wurde in die Holzverkleidungen der Vordertüren eingearbeitet; die Sitzbezüge waren von hochwertigerer Qualität.
Gleichzeitig debütierte auch der Eingangs erwähnte Rover KV6-Motor, der 2,5 Liter Hubraum aufwies und 129 kW (175 PS) leistete. Er war aus der Vergrößerung des mehrfach international preisgekrönten Rover K-Serien-Motors entstanden, der nun über zwei weitere Zylinder verfügte. Der neue Spitzenmotor war 14 Prozent sparsamer als die Honda-Maschine, hatte mehr Drehmoment bei niedrigeren Drehzahlen und arbeitete laut Pressemitteilung von Rover Deutschland ruhiger und sanfter. Diese Motoren wurden von Hand gebaut, da das Auto nur noch in kleinen Stückzahlen hergestellt wurde und nur eine geringe Zahl mit KV6-Motoren ausgerüstet war. Dies hatte jedoch offensichtlich keinen Einfluss auf die Haltbarkeit des Motors, dessen Probleme erst mit den Anlauf der maschinellen Serienfertigung für den Nachfolger Seventyfive aufhörten.

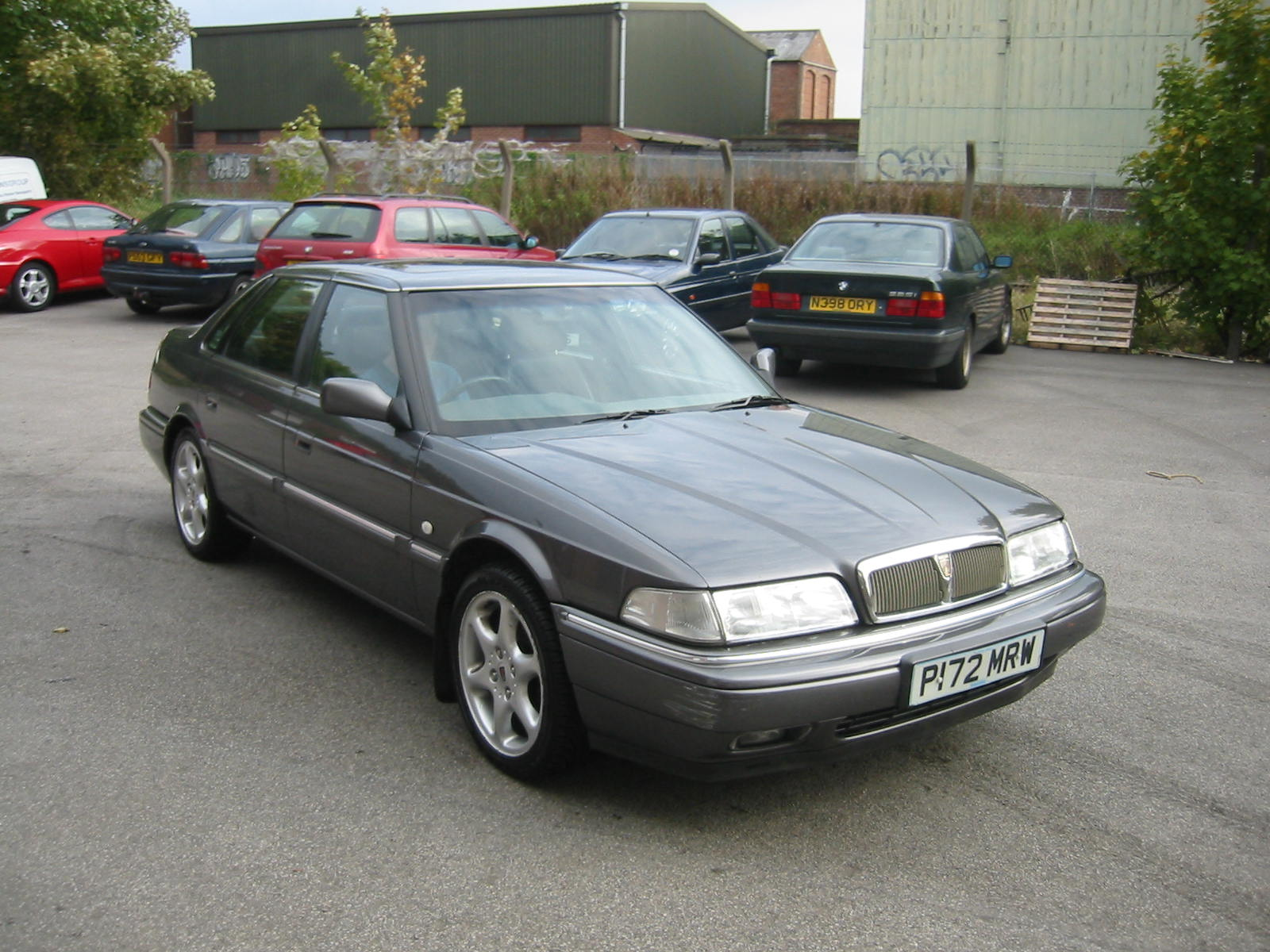
Rover 800 Stufenheck (1996–1999)
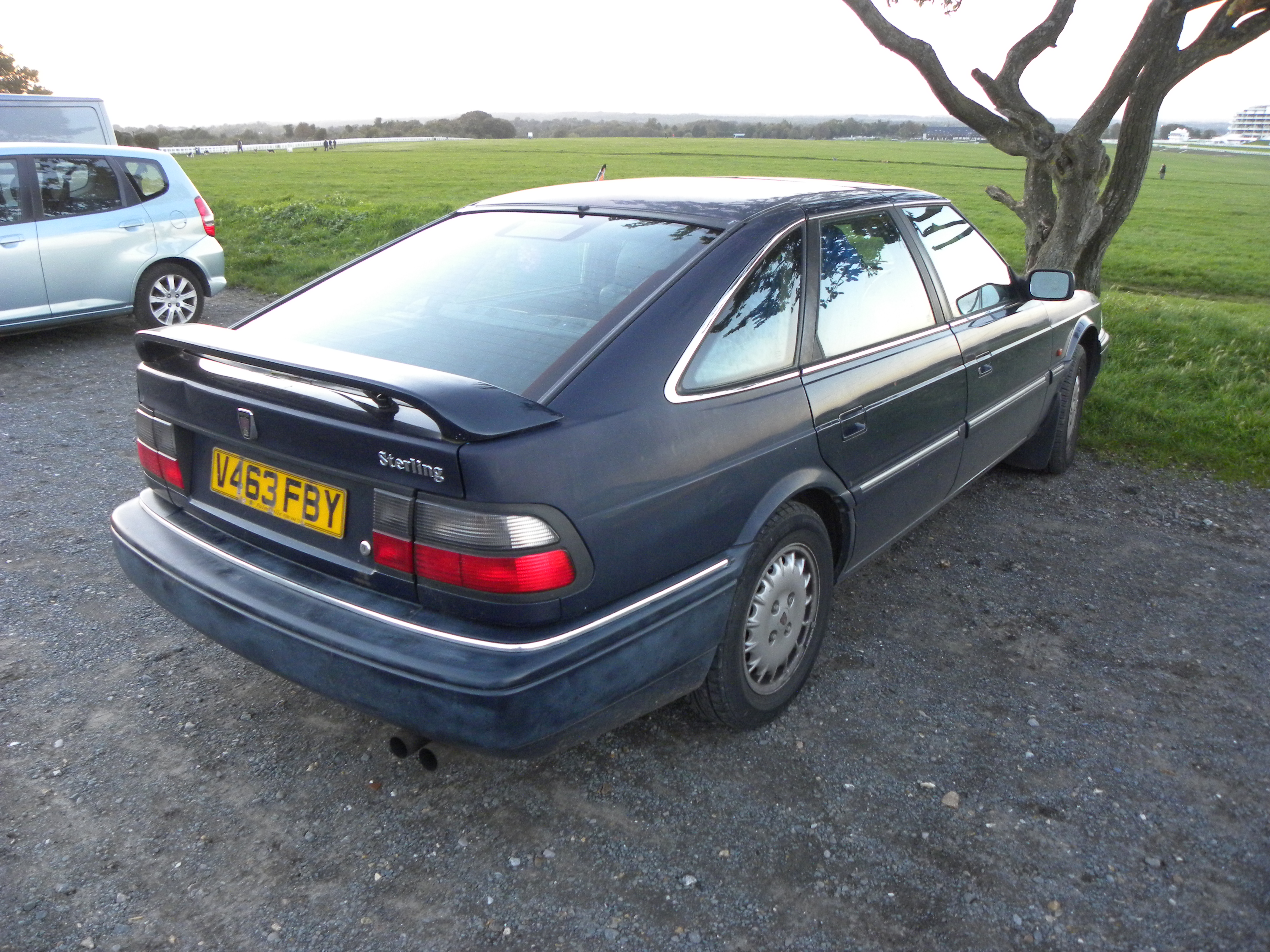
Rover 800 Schrägheck (1996–1999)
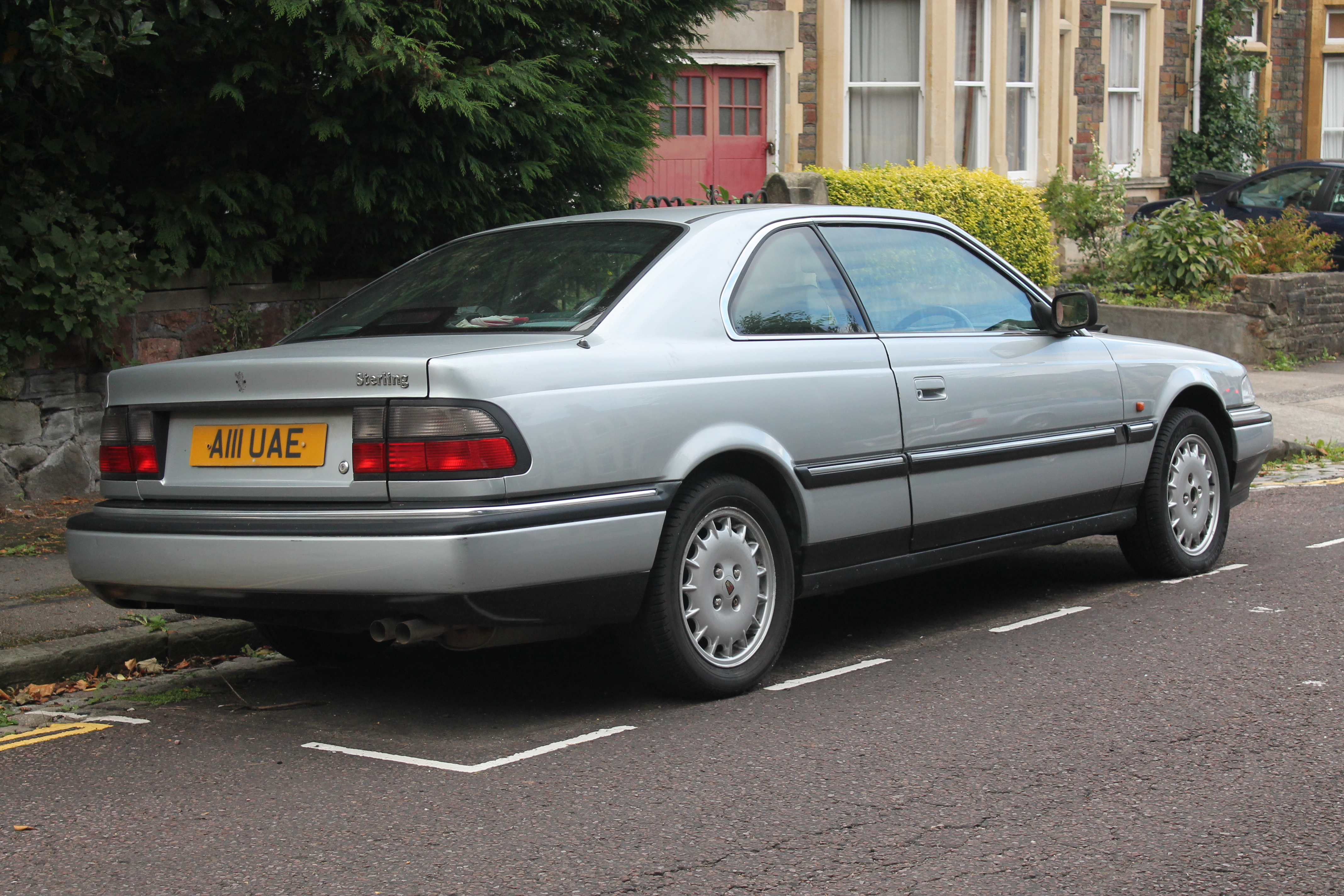
Rover 800 Coupé (1996–1999)

Obwohl der 800er gegenüber den jüngeren Konkurrenten seiner Mitbewerber deutlich an Boden verlor (außer der Einführung der Rover-KV6-Maschine 1996 gab es nur wenige technische Veränderungen), verkaufte er sich bis zum Produktionsende im Februar 1999 gut.
Danach übernahm der im Herbst 1998 präsentierte Rover 75 die Position der 800er-Reihe.

## Motorsport
Am 6. Juni 1990 setzte Tony Pond auf dem bekannten Isle-of-Man-Tourist-Trophy-Kurs mit einem leicht modifizierten Rover 827 Vitesse mit einem Schnitt von erstmals über 100 mph (160 km/h) einen neuen Streckenrekord für Automobile auf, der erst im Juni 2011 geschlagen wurde.

## Käufer des Fahrzeuges
Bekannte Käufer waren Neil Hamilton, Peter Mandelson, Clement Freud, Max Bygraves und Michael Parkinson. Das Modell war während seiner gesamten Bauzeit Bestandteil der britischen Regierungs-Fahrzeugflotte, die traditionell aus einheimischen Rover- und Jaguarmodellen besteht. Auch im Fuhrpark der königlichen Familie wurden Rover 800er eingesetzt. So konnte man in den Nachrichten oder Reportagen der 1980er und frühen 1990er öfter sehen, dass z. B. Prinzessin Diana, Prinz Charles, Prinzessin Anne und andere Mitglieder der Royals zu diversen Anlässen im Rover 800 chauffiert wurden.
Das Auto wurde auch häufig von der Polizei geordert, speziell als Streifenwagen für Autobahnen, da die Turbo-Motoren der Serie II hohe Geschwindigkeiten erreichten. Alan Partridge (gespielt von Steve Coogan) fuhr in der Comedy-Serie Knowing Me, Knowing You … wie auch in der ersten Folge der Serie I’m Alan Partridge einen Rover 800. Einen weiteren Auftritt hatte der Rover 800 in der weltweit zu sehenden TV-Serie Dallas. In der letzten Staffel, die 1990 ausgestrahlt wurde, fuhr die Schauspielerin Kimberley Foster in der Rolle als „J.R. Ewing“-Schwiegertochter „Michelle Stevens“ einen weißen Sterling. In den letzten Jahren konnte man immer wieder Rover 800 als Einsatzwagen der englischen Polizei in Krimiserien wie Für alle Fälle Fitz, Inspector Barnaby, Gerichtsmedizinerin Dr. Samantha Ryan u. a. sehen.

## Produktionszahlen
| 1986      | 15.609                    |
| 1987      | 54.434                    |
| 1988      | 48.634                    |
| 1989      | 35.387                    |
| 1990      | 29.460                    |
| 1991      | 10.007 (vor dem Facelift) |
| 1991      | 2961 (nach dem Facelift)  |
| 1992      | 28.136                    |
| 1993      | 28.354                    |
| 1994      | 21.802                    |
| 1995      | 13.311                    |
| 1996      | 11.400                    |
| 1997      | 11.131                    |
| 1998/1999 | 6.500                     |

## Modelldaten
Anders als andere Hersteller, die Ziffern für ihre Modellbezeichnungen verwenden, gab es bei Rover nie eine gleichbleibende Logik bei den Typenbezeichnungen. Während der in Kooperation mit Honda entstandenen Autos (1989–1995) wurden die Modelltypen wie bei BMW oder Volvo zunächst mit einer allgemeinen Modellziffer an erster Stelle benannt und dann mit einer Angabe für den Hubraum.
Im Falle des Rover 800 steht die 8 für 8er-Serie und die nachfolgenden Zahlen geben den Hubraum an. So hatte ein Rover 820 also zwei Liter Hubraum.
- 820: Zweiliter-Vierzylinder (8V) mit Vergaser und 74 kW (100 PS; 10/1988–10/1991)
- 820 e: Zweiliter-Vierzylinder (16V) mit Zentraleinspritzung und 88 kW (120 PS; 10/1986–10/1991)
- 820 i/Si: Zweiliter-Vierzylinder (16V) mit Mehrpunkteinspritzung und 104 kW (140 PS; 10/1986–10/1988) bzw. 98 kW (133 PS; 10/1988–10/1991)
- 825 i: 2,5l-Sechszylinder (24V) mit 127 kW (173 PS) bzw. 110 kW (150 PS) mit Katalysator (01/1987–10/1991)
- 827 i: 2,7l-Sechszylinder (24V) mit 130 kW (177 PS) bzw. 124 kW (169 PS) mit Katalysator (02/1988–10/1991)
- 825 D/SD: 2,5l-Vierzylinder-Diesel (8V) mit 87 kW (118 PS; 01/1990–10/1991)

Nach dem Facelift im Oktober 1991 wurde die Bezeichnung vereinfacht:
- 820 i: Zweiliter-Vierzylinder (16V) mit Mehrpunkteinspritzung und 100 kW (136 PS; 10/1991–02/1999)
- 820 Ti: Zweiliter-Vierzylinder (16V) mit Turbolader und 145 kW (197 PS; 01/1992–02/1999)
- 827 i: 2,7l-Sechszylinder (24V) mit 130 kW (177 PS) bzw. 124 kW (169 PS) mit Katalysator (10/1991–04/1996)
- 827 i: 2,7l-Sechszylinder (24V) von Honda mit 129 kW (175 PS; 04/1996–02/1999)
- 825 SD/SDi: 2,5l-Vierzylinder-Diesel (8V) mit 87 kW (118 PS; 10/1991–02/1999)

Ab April 1996 gab es keine Hubraumbezeichnungen mehr und sämtliche Modelle hießen einheitlich „Rover 800“.
Diese Bezeichnungen enthielten keine zusätzlichen Buchstaben, die die Ausstattungsvariante bezeichneten, wie etwa die früheren Kombinationen mit „S“ und „L“ z. B. „825 SD“ oder später „825 SDi“.

## Umbauten

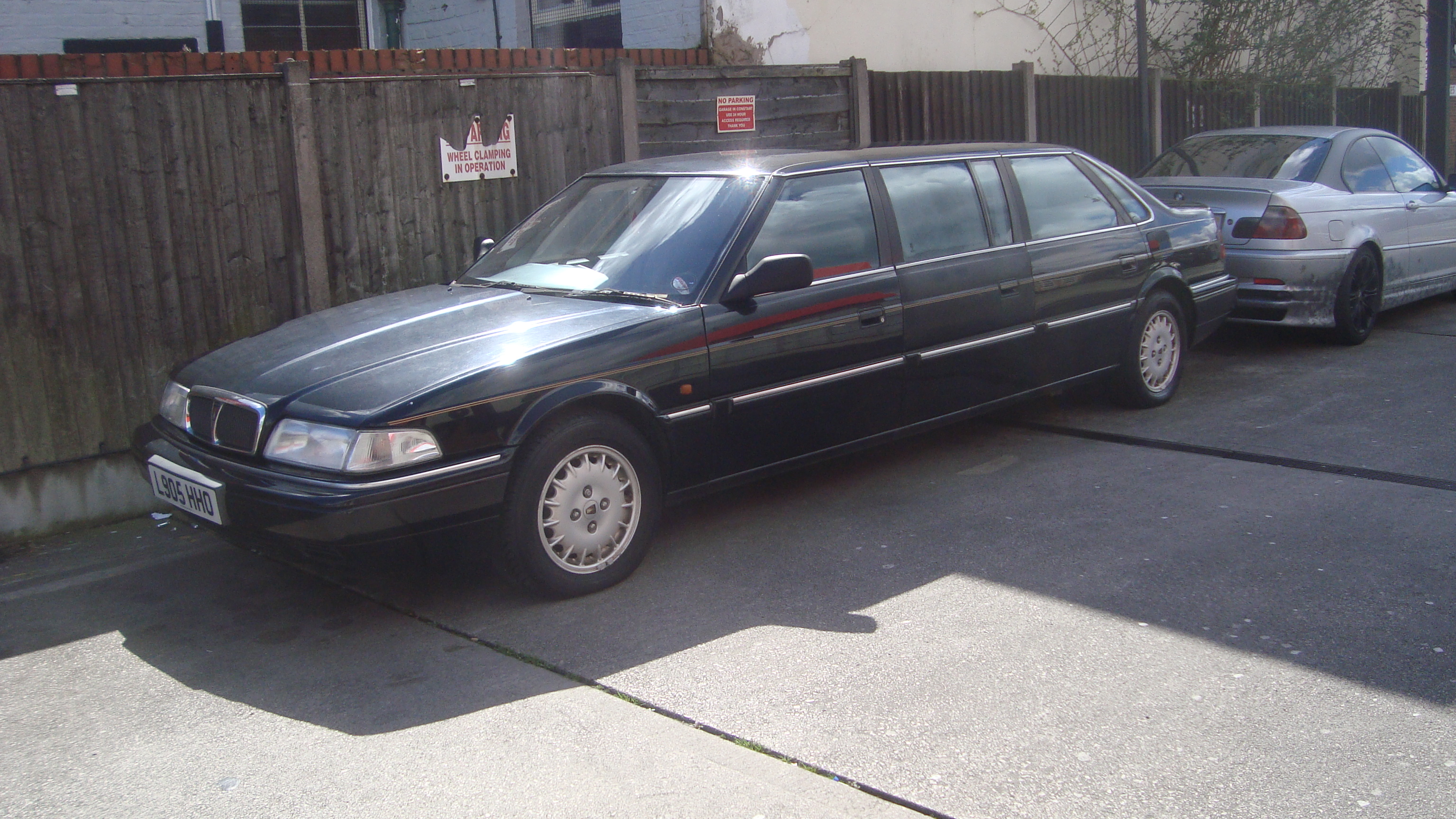
Rover Regency

Eine Reihe von Karosseriebauunternehmen, darunter Coleman Milne und Startin, bauten Bestattungsfahrzeuge auf der Basis des Rover 800 oder verlängerten die Autos. Bei Startin und dessen Nachfolger MacNeillie & Son entstanden etwa 300 Exemplare der als Rover Regency bezeichneten Langlimousine, die in der ersten Serie mit vier und in der zweiten Serie mit sechs Türen erhältlich war.